# Scheffler Ferenc
Scheffler Ferenc (Kálmánd, 1894. október 3. – Kolozsvár, 1956. október 29.) erdélyi magyar római katolikus teológiai író, szerkesztő, Scheffler János testvére.

## Életútja, munkássága
Középiskolai tanulmányait Szatmárnémetiben, a teológiát Budapesten végezte, ahol teológiai doktorátust is szerzett. 1918–20 között Fehérgyarmaton segédlelkész. Később Szatmárnémetiben teológiai tanárként jogot is tanított. A Szabad Szó (1926–27), az Új Élet (1927–28), a Katholikus Élet (1929–31) felelős szerkesztője, itt jelentek meg publicisztikai írásai. 1931-től Nagyváradon az Erdélyi Lapok, majd a Magyar Lapok igazgatója.
Tankönyveket írt a katolikus iskolák számára:
- Ószövetségi iskolai Biblia (Kolozsvár, 1923; II. kiad. uo. 1939);
- Újszövetségi iskolai Biblia (Kolozsvár, 1923; II. kiad. uo. 1927).
- Lefordította Franz Spirago Felnőttek katekizmusa c. művének első részét (Szatmárnémeti, 1928).